# Tour della nazionale maschile di rugby a 15 dell'Argentina 1994
Dopo la sfortunata partecipazione alla coppa del mondo 1991, la nazionale argentina di rugby si reca ogni anno almeno una volta in tour.
Nel 1994 i "Pumas" si recano in Sud Africa per un Tour dai risultati non positivi, in particolare per le due sconfitte con il Sudafrica

## Risultati
| Wellington 27 settembre 1994 | SA Development XV | 21 – 51 | Argentina XV |  |

| East London 30 settembre 1994 | Border | 25 – 41 | Argentina XV |  |

| Brakpan 4 ottobre 1994 | Sudafrica A | 56 – 12 | Argentina XV |  |

| Port Elizabeth 8 ottobre 1994 | Sudafrica | 42 – 22 | Argentina | Stadio Boet Erasmus |

| Welkom 11 ottobre 1994 | Northern Free State | 27 – 64 | Argentina XV |  |

| Johannesburg 15 ottobre 1994 | Sudafrica | 46 – 26 | Argentina | Ellis Park |